# Vascœuil
Vascoeuil – miejscowość i gmina we Francji, w regionie Normandia, w departamencie Eure.
Według danych na rok 1990 gminę zamieszkiwały 344 osoby, a gęstość zaludnienia wynosiła 47 osób/km² (wśród 1421 gmin Górnej Normandii Vascoeuil plasuje się na 575. miejscu pod względem liczby ludności, natomiast pod względem powierzchni na miejscu 514.).